# (20644) Amritdas
(20644) Amritdas est un astéroïde de la ceinture principale d'astéroïdes.

## Description
(20644) Amritdas est un astéroïde de la ceinture principale d'astéroïdes. Il fut découvert le 7 octobre 1999 à Socorro (Nouveau-Mexique) par le projet LINEAR. Il présente une orbite caractérisée par un demi-grand axe de 2,74 UA, une excentricité de 0,03 et une inclinaison de 0,8° par rapport à l'écliptique.

## Compléments